# Erica floccifera
Erica floccifera là một loài thực vật có hoa trong họ Thạch nam. Loài này được Zahlbr. mô tả khoa học đầu tiên năm 1905.